# 伊凡·蘇澤蘭
伊凡·愛德華·蘇澤蘭（英語：Ivan Edward Sutherland，1938年5月16日—），生於美國內布拉斯加州黑斯廷斯，計算機科學家，被认为是“计算机图形学之父”。因發明Sketchpad，拓展了計算機圖形學的領域，為1988年圖靈獎得主。

## 生平
在卡內基技術學院（今卡內基梅隆大學）取得學士學位，於加州理工學院取得碩士。1963年，在麻省理工學院取得計算機工程博士學位。他在博士論文中提出的Sketchpad程式，被認為是計算機圖形學的一大突破。
1962年，他著手進行自己的博士論文，在麻省理工學院開始創作Sketchpad程式。克勞德·夏農同意擔任他的指導教授，馬文·閔斯基等人也參與指導。